# Monochelus calcaratus
Monochelus calcaratus är en skalbaggsart som beskrevs av Hermann Burmeister 1844. Monochelus calcaratus ingår i släktet Monochelus och familjen Melolonthidae. Inga underarter finns listade i Catalogue of Life.